# Nagyatád
Nagyatád là một thành phố thuộc hạt Somogy, Hungary. Thành phố này có diện tích 70,6 km², dân số năm 2010 là 11050 người, mật độ 157 người/km².